# McLaren MP4-30
O McLaren MP4-30 é um monoposto de corrida construído pela equipe McLaren para a disputa da temporada de 2015 da Fórmula 1, pilotado por Fernando Alonso e Jenson Button. No dia 29 de janeiro, foram divulgadas as primeiras imagens do modelo, com uma pintura majoritariamente prata e detalhes vermelhos. No dia 6 de maio, quatro dias antes do Grande Prêmio da Espanha, a equipe revela a nova pintura: cinza grafite com mais detalhes vermelhos 

## Desempenho

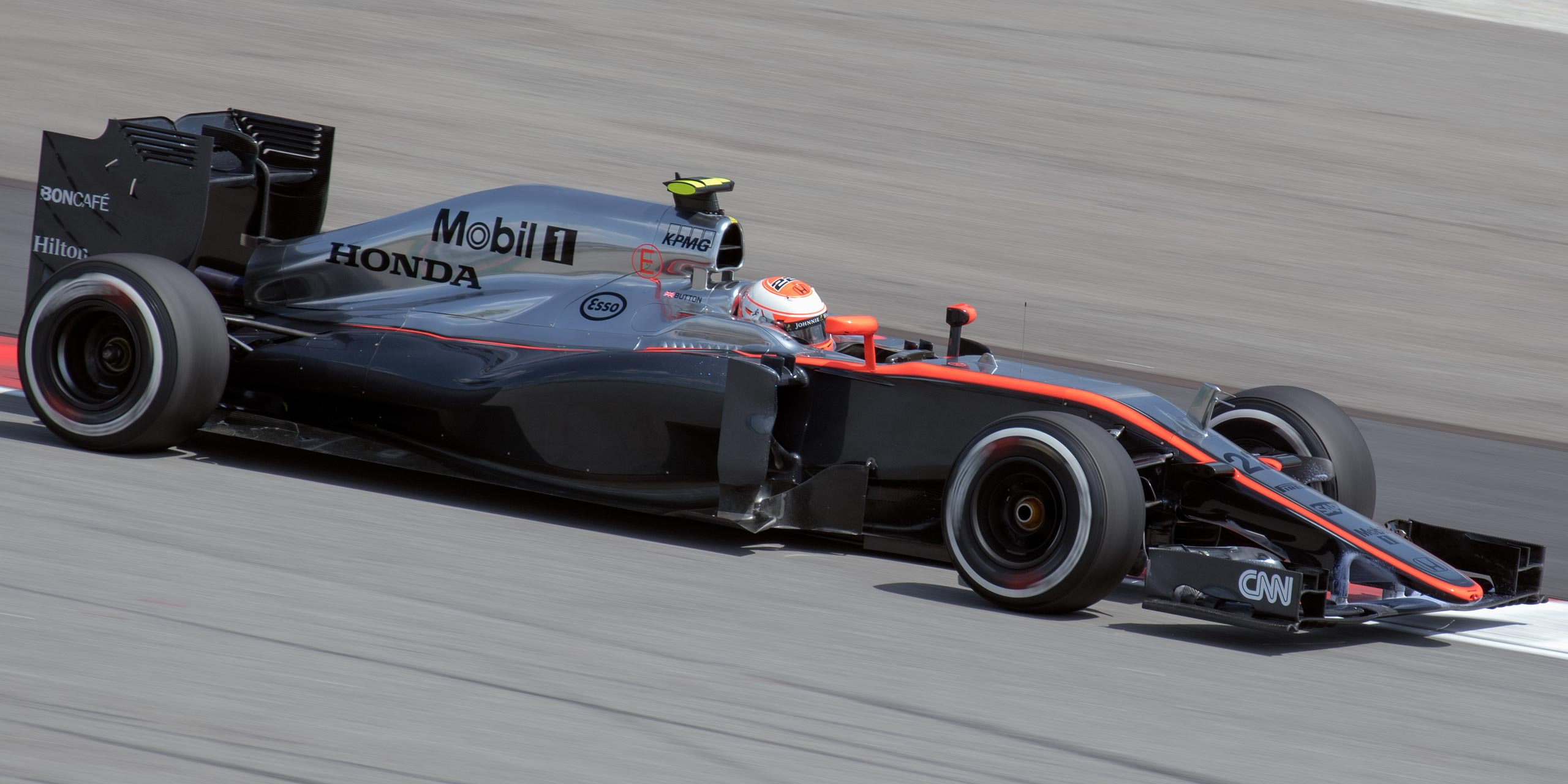
Jenson Button pilotando a equipe MP4-30 com a pintura prateada e com detalhes vermelhos no Grande Prêmio da Malásia de 2015.

A McLaren entra em 2015 renovada graças à reedição da parceria com a Honda. Mas é justamente o motor japonês, com um ano de desvantagem aos demais propulsores, que torna a equipe a maior incógnita de 2015. A performance nos testes foi preocupante, mas com a permissão do desenvolvimento ao longo do ano, a McLaren-Honda pode se acertar no caminho. A parte aerodinâmica é um trunfo, graças ao trabalho de Peter Prodromou, ex-pupilo de Adrian Newey na RBR.

## Resultados
| Pos | Piloto          | Nu. | AUS | MAL | CHN | BHR | ESP | MON | CAN | AUT | GBR | HUN | BEL | ITA | SIN | JAP | RUS | EUA | MEX | BRA | UAE | Pts | Pts da Equipe | Pos da Equipe |
| --- | --------------- | --- | --- | --- | --- | --- | --- | --- | --- | --- | --- | --- | --- | --- | --- | --- | --- | --- | --- | --- | --- | --- | ------------- | ------------- |
| 17  | Fernando Alonso | 14  | Les | Ret | 12  | 11  | Ret | Ret | Ret | Ret | 10  | 5   | 13  | 18† | Ret | 11  | 11  | 11  | Ret | 15  | 17  | 11  | 27            | 9º            |
| 16  | Jenson Button   | 22  | 11  | Ret | 13  | NL  | 16  | 8   | Ret | Ret | Ret | 9   | 14  | 14  | Ret | 16  | 9   | 6   | 14  | 14  | 12  | 16  | 27            | 9º            |
| -   | Kevin Magnussen | 20  | NL  | NP  | NP  | NP  | NP  | NP  | NP  | NP  | NP  | NP  | NP  | NP  | NP  | NP  | NP  | NP  | NP  | NP  | NP  | 0   | 27            | 9º            |

Negrito = Pole Position.
Itálico = Volta Mais Rápida
Ret = Não completou a prova.
† = Classificado pois completou 90% ou mais da prova.
½ = Foram dados a metade dos pontos. A corrida foi interrompida pelo mau tempo.
DSQ = Desclassificado da prova.
NL = Não largou.
NP = Não participou.
Les = Lesionado.